# Wereldkampioenschappen zwemmen 2024 – 4×200 meter vrije slag vrouwen
De 4×200 meter vrije slag vrouwen op de wereldkampioenschappen zwemmen 2024 in Doha vond plaats op 15 februari 2024. 

## Records
Voorafgaand aan het toernooi waren dit het wereldrecord en het kampioenschapsrecord
| Wereldrecord         | Australië Mollie O'Callaghan Shayna Jack Brianna Throssell Ariarne Titmus | 7.37,50 | Fukuoka | 27 juli 2023 |
| Kampioenschapsrecord | Australië Mollie O'Callaghan Shayna Jack Brianna Throssell Ariarne Titmus | 7.37,50 | Fukuoka | 27 juli 2023 |

## Uitslagen
De acht snelste ploegen in de series kwalificeerden zich voor de finale.

### Series
| Rang | Serie | Baan | Namen               | Land | Tijd         | Bijz. |
| ---- | ----- | ---- | ------------------- | --- | ------------ | ----- |
| 1    | 2     | 5    | China               | Yang Peiqi (1.57,57) Ma Yonghui (1.59,18) Gong Zhenqi (1.59,01) Li Bingjie (1.58,62)                                 | 7.54,38      | Q     |
| 2    | 1     | 2    | Nieuw-Zeeland       | Eve Thomas (1.59,07) Erika Fairweather (1.56,16) Summer Osborne (2.02,11) Laticia Transom (1.57,63)                  | 7.54,97      | Q     |
| 3    | 2     | 3    | Canada              | Emma O'Croinin (1.59,08) Sienna Angove (1.58,26) Katerine Savard (1.59,60) Ella Jansen (1.59,13)                     | 7.56,07      | Q     |
| 4    | 1     | 6    | Brazilië            | Stephanie Balduccini (1.59,90) Gabrielle Roncatto (1.59,00) Aline Rodrigues (1.59,50) Maria Fernanda Costa (1.58,72) | 7.57,12      | Q     |
| 5    | 2     | 6    | Hongarije           | Lilla Ábrahám (2.00,08) Dóra Molnár (1.59,78) Ajna Késely (1.59,70) Nikolett Pádár (1.57,90)                         | 7.57,46      | Q     |
| 6    | 1     | 5    | Verenigd Koninkrijk | Freya Colbert (1.59,89) Abbie Wood (1.58,40) Lucy Hope (2.00,37) Medi Harris (1.59,52)                               | 7.58,18      | Q     |
| 7    | 2     | 4    | Australië           | Kiah Melverton (1.59,54) Abbey Harkin (1.59,97) Jaclyn Barclay (2.01,95) Brianna Throssell (1.56,73)                 | 7.58,19      | Q     |
| 8    | 1     | 3    | Nederland           | Imani de Jong (2.00,58) Yara van Kalmthout (2.01,75) Silke Holkenborg (2.01,32) Marrit Steenbergen (1.54,98)         | 7.58,63      | Q     |
| 9    | 2     | 2    | Frankrijk           | Lucile Tessariol (1.59,22) Assia Touati (2.00,03) Océane Carnez (1.59,66) Giulia Rossi-Bene (2.00,36)                | 7.59,27      |       |
| 10   | 1     | 7    | Italië              | Sofia Morini (1.59,33) Giulia Ramatelli (2.00,30) Emma Menicci (2.00,65) Giulia D'Innocenzo (1.59,91)                | 8.00,19      |       |
| 11   | 1     | 4    | Verenigde Staten    | Addison Sauickie (1.59,39) Kayla Han (1.59,79) Kate Hurst (2.00,38) Rachel Klinker (2.02,41)                         | 8.01,97      |       |
| 12   | 1     | 8    | Turkije             | Ela Naz Özdemir (2.00,52) Gizem Güvenç (2.01,04) Merve Tuncel (2.02,26) Ecem Dönmez (2.01,39)                        | 8.05,21      |       |
| 13   | 1     | 1    | Oostenrijk          | Iris Julia Berger (2.00,64) Marlene Kahler (2.01,51) Lena Opatril (2.02,97) Lena Kreundl (2.00,88)                   | 8.06,00      |       |
| 14   | 2     | 7    | Zuid-Korea          | Han Da-kyung (2.02,01) Hur Yeon-kyung (2.00,08) Kim Seo-yeong (1.59,42) Park Su-jin (2.04,89)                        | 8.06,40      |       |
| 15   | 2     | 8    | België              | Valentine Dumont (1.58,43) Camille Henveaux (2.01,32) Lucie Hanquet (2.04,03) Lotte Vanhauwaert (2.02,78)            | 8.06,56      |       |
| 16   | 2     | 9    | Slovenië            | Janja Šegel (1.59,30) Katja Fain (2.02,49) Neža Klančar (2.03,75) Hana Sekuti (2.03,78)                              | 8.09,32      |       |
| 17   | 1     | 0    | Griekenland         | Artemis Vasilaki (2.02,50) Zacharoula Kalogeri (2.02,74) Maria Zafeiratou (2.04,04) Anastasia Boutou (2.04,31)       | 8.13,59      | NR    |
| 18   | 2     | 1    | Hongkong            | Gilaine Ma (2.06,52) Li Sum Yiu (2.12,82) Nip Tsz Yin (2.10,66) Mok Sze Ki (2.07,41)                                 | 8.37,41      |       |
| –    | 2     | 0    | Filipijnen          | | Niet gestart |       |

### Finale
| Rang   | Baan | Namen               | Land | Tijd    | Bijz. |
| ------ | ---- | ------------------- | --- | ------- | ----- |
| Goud   | 4    | China               | Ai Yanhan (1.57,65) Gong Zhenqi (1.58,84) Li Bingjie (1.54,59) Yang Peiqi (1.56,18)                                  | 7.47,26 |       |
| Zilver | 7    | Verenigd Koninkrijk | Freya Colbert (1.57,14) Abbie Wood (1.56,65) Lucy Hope (1.58,71) Medi Harris (1.58,40)                               | 7.50,90 |       |
| Brons  | 1    | Australië           | Brianna Throssell (1.56,87) Shayna Jack (1.57,61) Abbey Harkin (1.58,92) Kiah Melverton (1.58,01)                    | 7.51,41 |       |
| 4      | 6    | Brazilië            | Maria Fernanda Costa (1.57,30) Stephanie Balduccini (1.57,64) Aline Rodrigues (1.59,73) Gabrielle Roncatto (1.58,04) | 7.52,71 | NR    |
| 5      | 5    | Nieuw-Zeeland       | Erika Fairweather (1.56,37) Laticia Transom (1.58,41) Eve Thomas (1.58,65) Caitlin Deans (1.59,59)                   | 7.53,02 |       |
| 6      | 3    | Canada              | Rebecca Smith (1.58,70) Emma O'Croinin (1.58,83) Sienna Angove (1.58,59) Taylor Ruck (1.59,59)                       | 7.55,71 |       |
| 7      | 8    | Nederland           | Imani de Jong (2.00,56) Silke Holkenborg (2.00,95) Marrit Steenbergen (1.54,89) Janna van Kooten (1.59,44)           | 7.55,84 |       |
| 8      | 2    | Hongarije           | Nikolett Pádár (1.57,06) Lilla Ábrahám (2.00,51) Dóra Molnár (1.59,21) Ajna Késely (1.59,80)                         | 7.56,58 |       |